# Нечас, Петр
Петр Не́час (чеш. Petr Nečas [ˈpɛtr̩ ˈnɛtʃas]; род. 19 ноября 1964, Угерске-Градиште, Южноморавский край, ЧССР) — чешский политик, председатель Гражданской демократической партии с июня 2010 года по июнь 2013 года. После парламентских выборов в Чехии 28-29 мая 2010 года был назначен девятым премьер-министром Чехии.

## Биография
Окончил факультет естественных наук Масарикова университета в Брно и аспирантуру при нём, получил учёную степень доктора естественных наук; специалист по физике плазмы. В 1988-89 служил в вертолётном полкy, после службы в армии некоторое время работал технологом.
В 1991-92 занимал должность руководителя ГДП во Всетине. В 1996 году был избран в парламент Чехии. В 2006-09 занимал пост министра труда и социальной защиты в правительстве Мирека Тополанека, а также был вице-премьером. Ушёл в отставку вместе с Миреком Тополанеком с поста премьер-министра 8 мая 2009 года. После ухода Мирека Тополанека с поста председателя ГДП в апреле 2010 года стал исполняющим обязанности лидера партии, а также кандидатом партии на должность премьер-министра на майских парламентских выборах.
4 июня 2010 года президент Вацлав Клаус доверил Петру Нечасу сформировать правительство с участием трёх партий — ГДП, ТОП 09 и «Общественные дела». 27 июня Вацлав Клаус заявил о том, что назначит Нечаса премьер-министром, а 28 июня Нечас был назначен официально. В коалиционном правительстве, вступившем в должность 13 июля 2010, 5 министерских портфелей получила Гражданская демократическая партия (посты министра обороны, экологии, промышленности и торговли, юстиции и сельского хозяйства), 5 — ТОП 09 (министры иностранных дел, труда и социальной защиты, здравоохранения, финансов и культуры), 4 — Общественные дела (министры внутренних дел, регионального развития, транспорта, образования, молодёжи и спорта).
Неоднократно выступал с осуждением российской группы Pussy Riot, вызвав тем самым критику со стороны видных чешских политиков, общественных деятелей и журналистов. После скандала, связанного с обвинениями некоторых членов правительства в коррупции, а также скандала, связанного с руководителем аппарата премьера Яной Надьовой, Нечас ушёл в отставку с поста премьер-министра 17 июня 2013 года.
Полиция провела обыски в кабинетах премьер-министра, его сторонников, а также в представительствах лоббистских групп. В ходе рейда было найдено около пяти миллионов евро наличными и несколько килограммов золота.
Женат, имеет четверых детей.